# Nikołaj Krylenko
Nikołaj Wasilewicz Krylenko, ros. Николай Васильевич Крыленко (ur. 2 maja?/14 maja 1885 w Biechtiejewie w guberni smoleńskiej, zm. 29 lipca 1938 w miejscu egzekucji „Kommunarka” pod Moskwą) – działacz partii bolszewików, urzędnik państwowy RFSRR (prokurator generalny), współtwórca kodeksu karnego ZSRR, Ludowy Komisarz Sprawiedliwości ZSRR (1936–38).

## Życiorys
Urodził się w rodzinie zesłanego uczestnika studenckiego ruchu rewolucyjnego lat 80. XIX wieku. W 1890 rodzina przeprowadziła się do Smoleńska, gdzie ojciec był redaktorem gazety Смоленский вестник. W 1902 rodzina przeniosła się do Kielc, potem do Lublina, gdzie ojciec był urzędnikiem akcyzowym. W Lublinie Krylenko w 1895 rozpoczął naukę w gimnazjum klasycznym, które ukończył w 1903 i jesienią tego roku wstąpił na wydział historyczno-filozoficzny Uniwersytetu Petersburskiego. Uczestniczył w zebraniach studenckich i demonstracjach ulicznych. W grudniu 1904 wstąpił do Socjaldemokratycznej Partii Robotniczej Rosji (SDPRR). Ukończył studia na wydziale historyczno-filozoficznym Uniwersytetu w Petersburgu w 1909 i na wydziale prawnym Uniwersytetu Charkowskiego w 1914. Uczestnik rewolucji 1905–1907. Przez krótki okres pracował jako nauczyciel języka rosyjskiego, literatury i historii Rosji w prywatnych szkołach w Sosnowcu i Lublinie. Podczas pobytu na ziemiach polskich nauczył się biegle władać językiem polskim, był też znanym polonofilem. Działalność polityczną prowadził w Petersburgu i Moskwie. Od 1906 członek organizacji wojskowej petersburskiego Komitetu Socjaldemokratycznej Partii Robotniczej Rosji (SDPRR). Od 1911 pracował jako redaktor w gazecie „Gwiazda” (Zwiezda), od 1913 w Prawdzie, a wcześniej, podczas pobytu w Lublinie pisywał do „Kuriera Lubelskiego”. Latem 1914 emigrował do Szwajcarii, gdzie uczestniczył w Konferencji Przedstawicieli Zagranicznych SDPRR w Bernie. 
Latem 1915 powrócił do Rosji. Aresztowany w 1916 i skierowany do wojska na front w stopniu chorążego. W czasie rewolucji lutowej 1917 wybierany sekretarzem komitetów partyjnych: pułku, dywizji, a w kwietniu 11 Armii Frontu Południowo-Zachodniego. Delegat I Ogólnorosyjskiego Zjazdu Rad z ramienia frakcji bolszewików. Członek pierwszego Wszechrosyjskiego Komitetu Wykonawczego wyłonionego przez ten zjazd. W czerwcu 1917 wybrany członkiem Biura Organizacji Wojskowej przy KC SDPRR(b). W czasie przewrotu bolszewickiego (rewolucji październikowej) członek Piotrogrodzkiego Rewolucyjnego Komitetu Wojskowego. Wszedł w skład pierwszej Rady Komisarzy Ludowych, członek komitetu ds. wojskowych i morskich. 9 listopada 1917 wyznaczony na Najwyższego Naczelnego Dowódcę, ludowy komisarz ds. wojskowych i morskich (minister wojny).
Od marca 1918 organizował sowieckie sądownictwo i – po 1922 roku – prokuraturę. Był współtwórcą kodeksu karnego RFSRR, w tym w szczególności art. 58 KK RFSRR będącego podstawą masowego terroru politycznego. Do 1931 główny prokurator oskarżający w procesach politycznych w tym w procesach pokazowych (proces eserowców 1922, proces biskupa Jana Cieplaka, prałata Konstantego Budkiewicza i egzarchy Fiodorowa 1923, proces szachtyński 1928, proces mienszewików 1931). W l. 1922–1931 przewodniczący Najwyższego Trybunału Rewolucyjnego przy OKW, zastępca komisarza sprawiedliwości, prokurator generalny Rosyjskiej Federacyjnej Socjalistycznej Republiki Radzieckiej (Rosji Radzieckiej).
Od 1936 ludowy komisarz sprawiedliwości ZSRR. Uczestniczył w opracowywaniu konstytucji Rosji Radzieckiej i konstytucji ZSRR z 1936 roku oraz kodeksów. Prowadził pracę naukową na uczelniach, m.in. zastępca szefa katedry prawa karnego Uniwersytetu Moskiewskiego. Zajmował się także turystyką: uczestnik wyprawy w Pamir, przewodniczący Komisji Turystyki i Alpinizmu. Na zjazdach partii wybierany do władz Centralnej Komisji Kontroli WKP(b). Autor wydawnictw teoretycznych i praktycznych o teorii budowy ZSRR jako państwa socjalistycznego i jego systemu prawnego.
W okresie wielkiej czystki 1 lutego 1938 aresztowany przez NKWD. 29 lipca 1938 skazany na śmierć przez Kolegium Wojskowe Sądu Najwyższego ZSRR pod zarzutem udziału w kontrrewolucyjnej organizacji terrorystycznej, rozstrzelany tego samego dnia w miejscu egzekucji Kommunarka pod Moskwą, pochowany anonimowo.
Zrehabilitowany 10 sierpnia 1955 postanowieniem Kolegium Wojskowego SN ZSRR.

## Publikacje
- Sąd i prawo w ZSRR, t. 1–3 wydane w latach 1927–1930,
- Wybrane sprawy sądowe, wydana w 1964.

Odznaczenia: Order Lenina i Order Czerwonego Sztandaru.